# Sturmtaucher
Die Sturmtaucher (Puffinus) sind eine Gattung von kleinen bis mittelgroßen Meeresvögeln in der Familie der Sturmvögel. Die Vögel dieser Gattung sind am ehesten in kälteren oder gemäßigten Breiten anzutreffen. 
Die Arten der Gattung haben lange Flügel und eine dunkle Oberseite in braunen, grauen oder schwarzen Tönen. Die Unterseite ist meist heller bis vollständig weiß. Wie alle Arten der Familie haben sie röhrenförmige Nasenöffnungen an der Oberseite des Schnabels. 
Beim Flug vollführen sie nur wenige Flügelschläge und gleiten längere Strecken. Bei einigen kleinen Arten sind die Flügel gerade gestreckt, während bei größeren Exemplaren ein Winkel beim Handgelenk erkennbar ist. 
Als Brutplätze dienen ausschließlich Inseln und felsige Küstenabschnitte. Arten dieser Gattung brüten in Kolonien, die nur nachts angeflogen werden, möglichst in Nächten mit geringem Mondschein, um die Gefahr durch Greifvögel und große Möwen zu minimieren. Sie brüten in Erdmulden und legen nur ein weißes Ei. Abgesehen von der Brutzeit sind sie in ausgeprägtem Maße pelagisch. Viele Arten sind Zugvögel, die über lange Strecken ziehen. Der Dunkle Sturmtaucher (Puffinus griseus) legt sogar Strecken bis zu 65.000 Kilometern in einer Saison zurück. Sturmtaucher sind extrem langlebig, in Freiheit wurde ein Alter bis zu 55 Jahren festgestellt.
Als Nahrung dienen Fische, Kraken und andere Meerestiere. Manche Arten begleiten Fischerboote und schnappen den Fischereiabfall auf.

## Arten
Die Systematik dieser Gattung ist umstritten und verschiedene Biologen listen eine unterschiedliche Anzahl von Arten auf. Die hier genannten Arten folgen der IOC World Bird List in der Version 13.2 (2022).
- Puffinus
  - Zwergsturmtaucher (P. assimilis)
  - Townsend-Sturmtaucher (P. auricularis)
  - Tropensturmtaucher (P. bailloni)
  - Boninsturmtaucher (P. bannermani)
  - Barolosturmtaucher (P. baroli)
  - Boydsturmtacher (P. boydi)
  - Midwaysturmtaucher (P. bryani)
  - Subantarktis-Sturmtaucher (P. elegans)
  - Flattersturmtaucher (P. gavia)
  - Heinroth-Sturmtaucher (P. heinrothi)
  - Hutton-Sturmtaucher (P. huttoni)
  - Schuppensturmtaucher (P. lherminieri)
  - Balearen-Sturmtaucher (P. mauretanicus)
  - Rapasturmtaucher (P. myrtae)
  - Weihnachtssturmtaucher (P. nativitatis)
  - Newell-Sturmtaucher (P. newelli)
  - Schwarzsteiß-Sturmtaucher (P. opisthomelas)
  - Persischer Sturmtaucher (P. persicus)
  - Atlantiksturmtaucher (P. puffinus)
  - Galapagossturmtaucher (P. subalaris)
  - Kurzschwanz-Sturmtaucher (P. tenuirostris)
  - Mittelmeer-Sturmtaucher (P. yelkouan)